# Smittina baccata
Smittina baccata är en mossdjursart som beskrevs av Canu och Bassler 1930. Smittina baccata ingår i släktet Smittina och familjen Smittinidae. Inga underarter finns listade i Catalogue of Life.